# Karl Wolfgang Heinrich von Rollingen

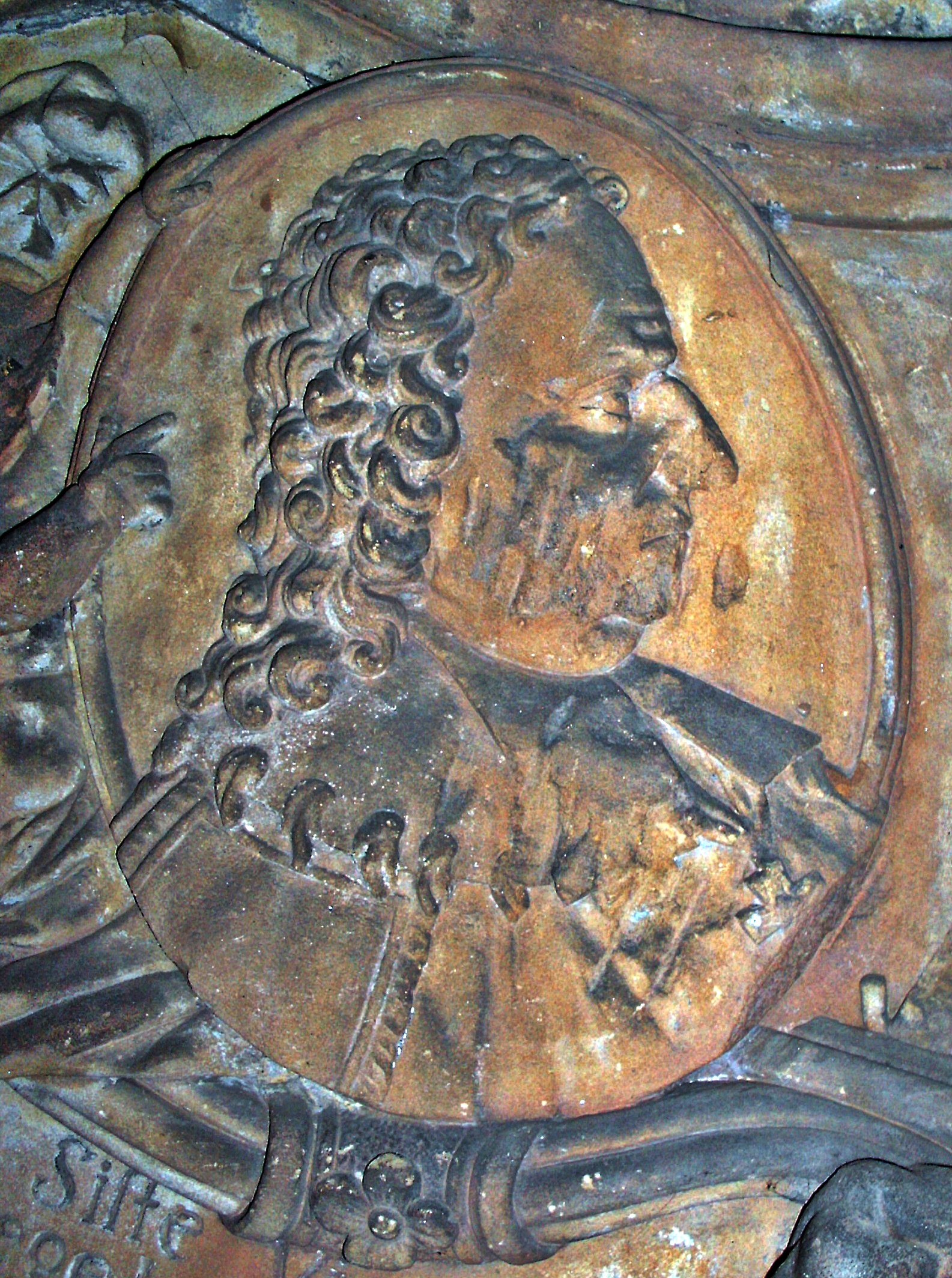
Karl Wolfgang Heinrich von Rollingen auf seinem Epitaph im Speyerer Dom

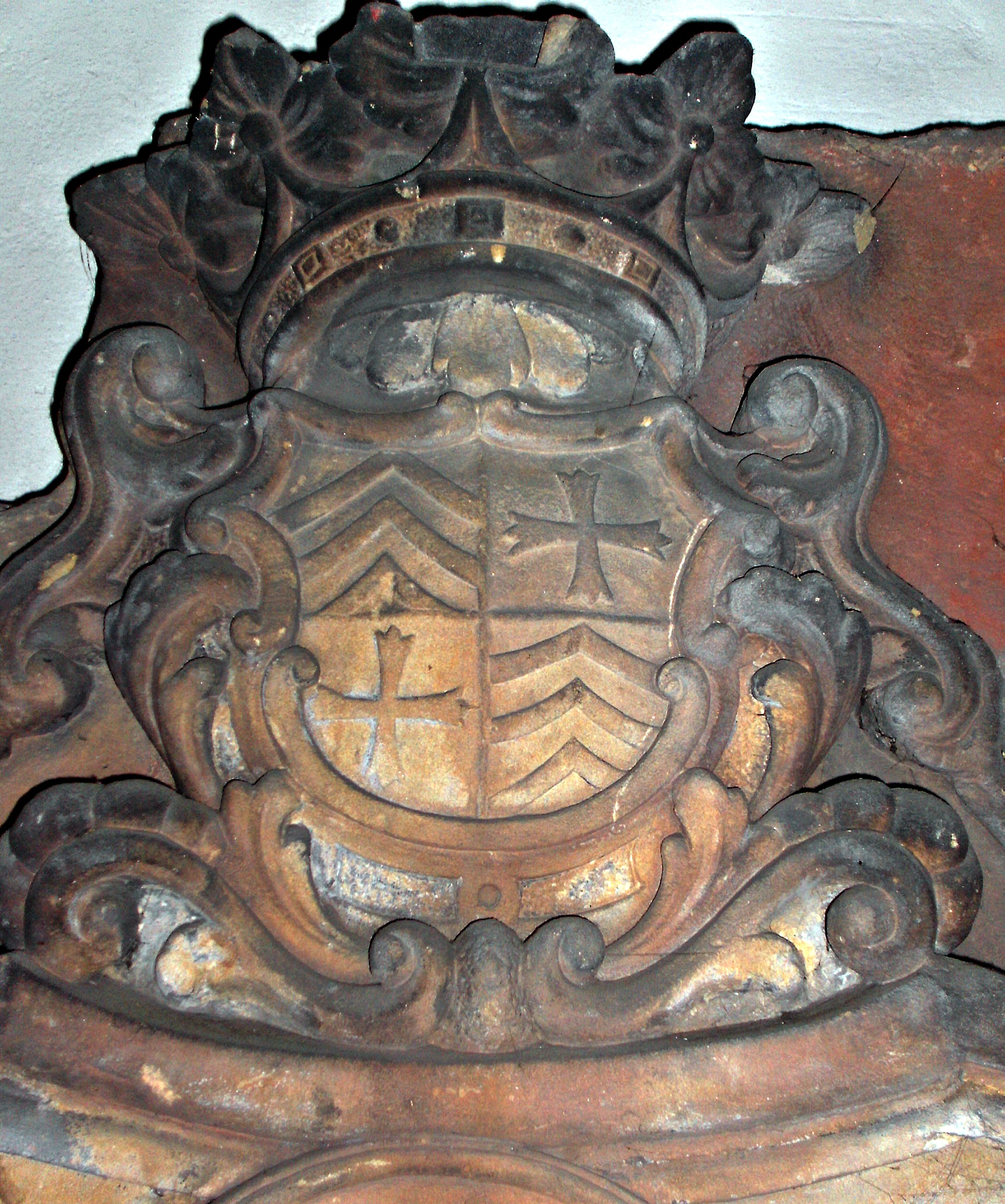
Familienwappen vom Grabmal des Domherrn

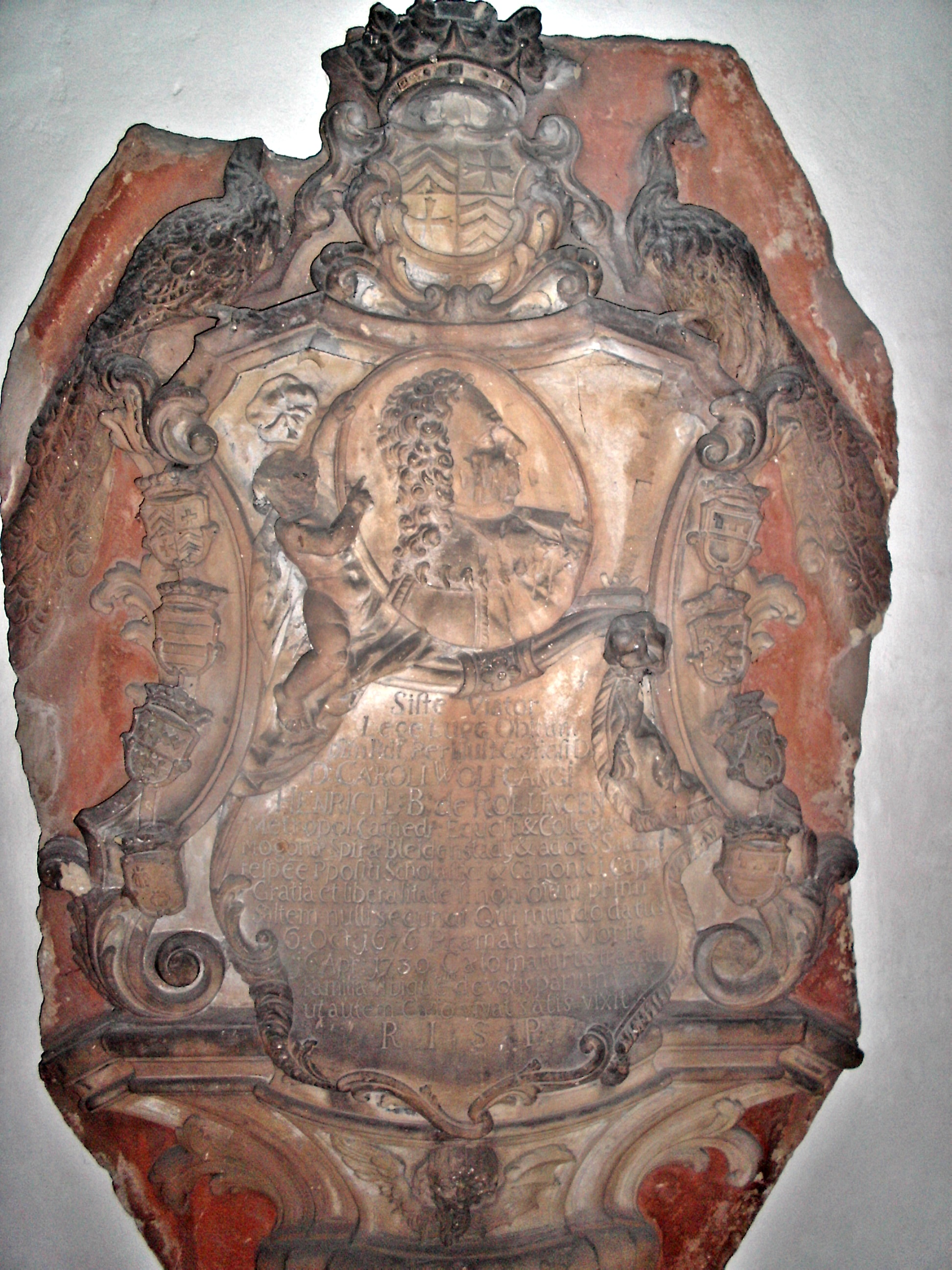
Epitaph des Domherrn

Karl Wolfgang Heinrich von Rollingen (* 6. Oktober 1676; † 16. April 1730 in Speyer) war katholischer Priester sowie Domherr in verschiedenen Diözesen.

## Leben und Wirken
Karl Wolfgang Heinrich von Rollingen stammte aus dem ursprünglich luxemburgischen Adelsgeschlecht von Rollingen. Er wurde geboren als Sohn des Kurmainzer Oberstallmeisters  Franz Ernst von Rollingen und dessen Gattin Anna Katharina Luise von Harff.
Des Vaters Bruder Heinrich Hartard von Rollingen amtierte ab 1661 als Domkapitular in Trier und Speyer, 1676 wurde er Chorbischof in Trier, von 1711 bis 1719 war er Fürstbischof von Speyer.
Karl Wolfgang Heinrich von Rollingen schlug die geistliche Laufbahn ein. Am 18. Januar 1683 wurde er als zukünftiger Domherr in Speyer, am 5. März 1685 als solcher in Mainz aufgeschworen. In beiden Diözesen avancierte er mit ca. 30 Jahren zum  Domkapitular. Dieses Amt bekleidete er in Speyer auch 1711, als sein Onkel Heinrich Hartard von Rollingen dort zum Bischof gewählt wurde. Der Neffe war als Domkapitular an der Wahl des Onkels beteiligt, welche am 26. Februar 1711 im Stephanschor des Speyerer Domes stattfand.
Ab etwa 1716 amtierte Rollingen als Domscholaster zu Speyer und später auch als Propst des Allerheiligenstiftes. Im Bistum Trier war der Adelige ab 1713 bis zu seinem Tod Domherr, lange Jahre hindurch auch Inhaber der Pfarrherrenpfründe von St. Andreas in Altrich. Mit Datum vom 29. Juli 1721 wurde  Karl Wolfgang Heinrich von Rollingen als Kanoniker im Stift St. Ferrutius zu Bleidenstadt aufgeschworen.
Im Pfälzischen Erbfolgekrieg hatten die Truppen des Marschalls de Durfort unter General Ezéchiel de Mélac die Stadt Speyer komplett niedergebrannt; vom Dom blieb nur das Ostwerk und ein Teil des Langhauses stehen. In der Folgezeit sollte auch dieser Rest gesprengt werden. Bischof Heinrich Hartard von Rollingen verhinderte dies und erreichte eine Notsicherung und Wiederherrichtung des Kathedralrestes für den Gottesdienst. Einer seiner engsten Mitarbeiter dabei war sein Neffe Karl Wolfgang Heinrich von Rollingen. Beide gehören zu den wichtigen Rettern und Bewahrern des Speyerer Domes in seiner tausendjährigen Geschichte.
Karl Wolfgang Heinrich von Rollingen bewohnte nach dem Tod seines bischöflichen Onkels, 1719, dessen Palais in der Kleinen Pfaffengasse 10. Er starb 1730 in Speyer und wurde im Dom beigesetzt, wo sich sein Barock-Epitaph mit Porträt erhalten hat.

## Familienumfeld
Sein Bruder Ferdinand Friedrich von Rollingen († 1735) amtierte als Dompropst und Domkapitular in Trier. Von ihm existieren noch zwei Wappen-Stuckdecken in der Trierer Domherrenkurie (heute Euchariushaus). Die Tante Johanna Elisabeth von Harff (Schwester der Mutter) war Prämonstratenserin im Kloster Meer, der Großonkel (Bruder des mütterlichen Großvaters) Werner Friedrich von Harff († 1684), Domherr in Speyer und Trier, sowie Pfalz-Neuburgischer Amtmann in Geilenkirchen, Herzogtum Jülich.